# La Mousmé seduta
La Mousmé seduta è un dipinto del pittore olandese Vincent van Gogh, realizzato nel 1888 e conservato alla National Gallery di Washington.

## Descrizione

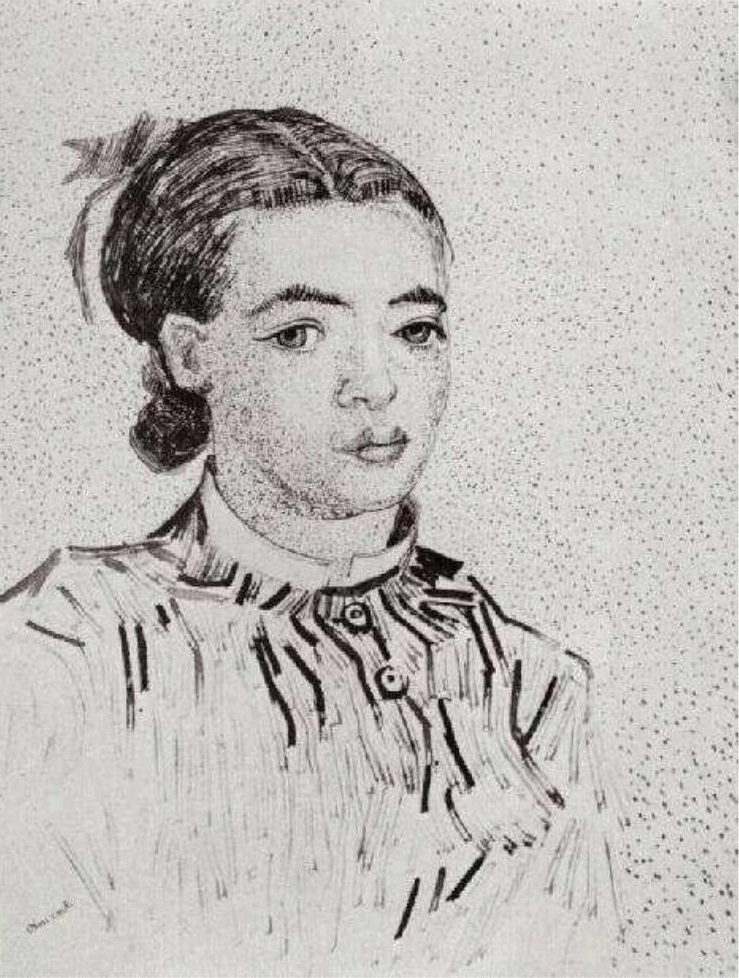
Disegno a mezza figura della mousmè eseguito nel luglio-agosto 1888. F 1503, JH 1533.

Nel 1888 van Gogh si era trasferito ad Arles, nel Meridione francese, alla ricerca di una realtà cromaticamente più ricca, coerente con la sua ardente passione per il Giappone e la sua arte: «Non ho più bisogno di stampe giapponesi» scrisse Vincent alla sorella, una volta giunto in Provenza «infatti mi dico sempre che qui sono in Giappone. Che mi basta aprire gli occhi e dipingere quello che ho davanti e che dà delle impressioni». Sotto il cielo del Sud van Gogh, preso da un vigorosissimo slancio, dipinse circa cento disegni e più di duecento quadri: di particolare interesse è proprio La Mousmè seduta, olio su tela eseguito nel luglio del 1888. Ce ne parla lo stesso Vincent in una lettera del 29 luglio 1888 indirizzata al fratello Théo:
(Vincent van Gogh)
Lo spunto realizzativo di quest'opera, dunque, è prettamente letterario e proviene dal racconto Madame Chrysanthème di Pierre Loti, particolarmente apprezzato da Vincent per le sue suggestive, anche se spesso imprecise, descrizioni del Giappone. La mousmè qui è ripresa di tre quarti e veste una giubba a righe verticali blu e rosse, oltre che una vaporosa gonna a pois. In mano regge un ramo di oleandro, arbusto associato da Vincent all'amore, alla regione del Midi e, con tutta probabilità, anche alla verginità della ragazza, coerente con l'innocente semplicità della vita giapponese. La ricchezza cromatica degli abiti della mousmè viene controbilanciata dallo sfondo, monumentale e monocromo, tinto di un verde pallido: l'effetto che ne deriva è quello di un'esaltata luminosità, resa particolarmente vibrante da Vincent grazie a un opportuno dosaggio dei colori complementari (quali sono, per l'appunto, il rosso e il verde chiaro). Significativa anche la presenza del rosa dell'incarnato, visibile sul volto della mousmè e nelle sue mani affusolate, e il marrone ligneo della sedia, che con le sue forme curvilinee amplia la spazialità del dipinto, chiudendo uno spazio a destra che sarebbe altrimenti rimasto vuoto.